# Isla Aves de Sotavento
Isla Aves de Sotavento (también llamada a veces simplemente Isla de Sotavento) es el nombre que recibe una isla deshabitada del Mar Caribe perteneciente a Venezuela, que es parte geográficamente del Archipiélago Las Aves en las coordenadas geográficas  11°58′48″N 67°39′23″O / 11.98000, -67.65639, se trata de la isla principal del subgrupo llamado Aves de Sotavento (al oeste del grupo de islas). Administrativamente hace parte de las Dependencias Federales de Venezuela, localizándose al este de Bonaire y al oeste del Archipiélago Los Roques. En ella el servicio hidrografía y Navegación de Venezuela ha instalado un faro de 12 metros de altura llamado Aves de Sotavento (J-6448; V-3Ø25).
La isla posee un superficie aproximada de 226 hectáreas (2,262,942.82 m²) con un perímetro de 14 kilómetros. Con una altura máxima de 11 metros sobre el nivel del mar.